# Claramente
«Claramente» es el tercer sencillo como solista del cantante argentino Chano, siendo el cuarto sencillo de su primer álbum de estudio El Otro. Esta canción es una de las más reconocidas del artista, logrando ser un completo hit, y siendo uno de los temas mejores valorados de su carrera.

## Historia
Luego del completo éxito de Carnavalintro y de Naistumichiu, Chano decidió volver a su faceta lírica de desamor y melancolía. Así nace Claramente, una canción para Clara, para ese amor que no era recíproco. Fue un completo éxito, cosechando grandes números y llegando al podio tanto en Argentina como en el resto de Latinoamérica.
En una entrevista con Agustina Casanova, Chano dijo lo siguiente:

"...No tuve tanta fortuna en materia sentimental, y bueno, trato de ir coleccionando fracasos amorosos para hacer buenas canciones. Existe Clara, si si. Sabe que le escribí esta canción, no respondió.
Me puse de pie, me tenía que poner de pie, tenía que dejar algunas cosas que hice mal de lado, y tratar de hacer lo que tengo que hacer. Yo lo que trato de hacer es responder con canciones, como puedo." 

## Video musical
El videoclip fue grabado en Estados Unidos y producido por Pepe Céspedes, bajo la dirección de Juan Chappa. El video narra una historia que se desarrolla en varias etapas de la vida del protagonista, Chano. En la primera parte del video, se muestra a Chano como un niño en la escuela, presenciando como "Clara" elige a otra persona en lugar de él, lo que le genera un impacto emocional. La trama avanza al presente, donde se presenta a Chano en una boda a punto de casarse, y Clara asiste como invitada. En este momento, cuando está a punto de aceptar su compromiso, Chano se encuentra con la mirada de Clara, le sonríe y, de repente, experimenta una intensa explosión emocional. Finalmente, se muestra a Chano en una etapa de adulto mayor, recordando a Clara a través de una foto que guardaba en un cajón.
Este videoclip retrata de manera emotiva las diferentes etapas de la vida del protagonista y su relación con Clara, llevando al espectador a través de un viaje emocional a lo largo de la canción. 